# ألوند
ألوند أحد قمم جبل ألوند ويبلغ ارتفاعه حوالي 3520 مترًا ويعتبر أحد قمم 1515 من العالم البارز الجبال هي جرف ضخم من جبل ألوند ومنحدره الجنوبي الذي يواجه تويسركان فجوة صغيرة والحفرة رجمت بالحجارة. يعتقد البعض أن هذا هو قبر سام ابن نوح. إحدى طرق الوصول إلى قمة هذا الجبل هي عبر وادي كنجنامه وكيفاريستان وميدان ميشان وتخت نادر. يوجد مأوى لمتسلقي الجبال للاستراحة في ميدان مشان. طريقة أخرى هي الوصول إلى القمة من الجانب الجنوبي للجبل من مدينة سركان.
هذا الجبل مذكور في نصوص بهلوي، «أروند» وفي أفستا «أورونت». وفيما يتعلق بتسمية هذا الاسم، يقال إن شخصًا دُفن في ذلك الجبل اسمه «أروند»، كما سمي الجبل بنفس الاسم.
خلافًا للاعتقاد الشائع، فإن قمة ألوند ليست أعلى نقطة في جبل ألوند، ولكن قمة كوبورة بارتفاع 3586 مترًا، هي أعلى قمة في سلسلة جبال ألوند ومقاطعة همدان وأحد قمم مشروع سيمرغ في جبال إيران. 

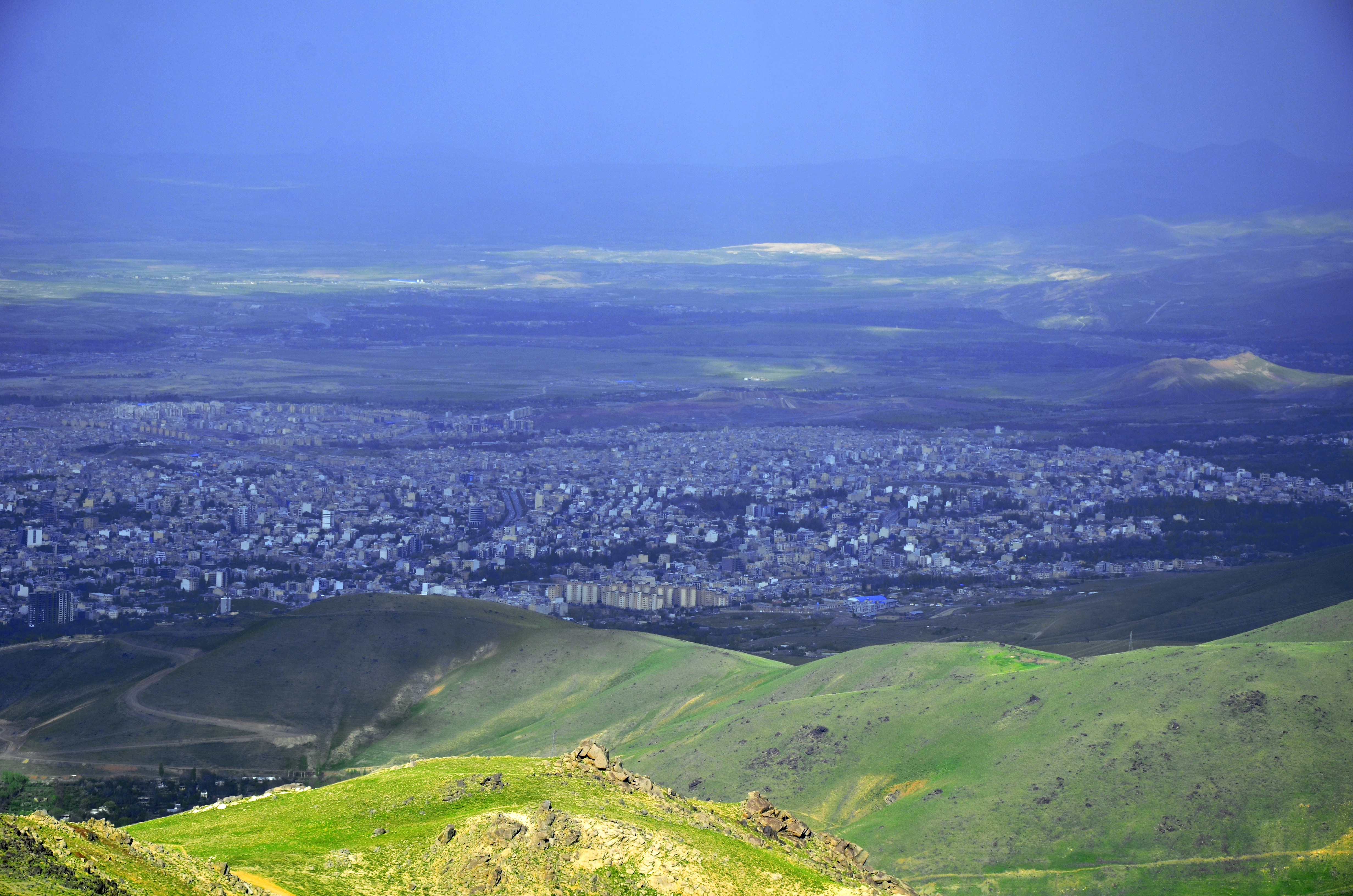
منظر لمدينة همدان من قمة ألوند

## معرض صور

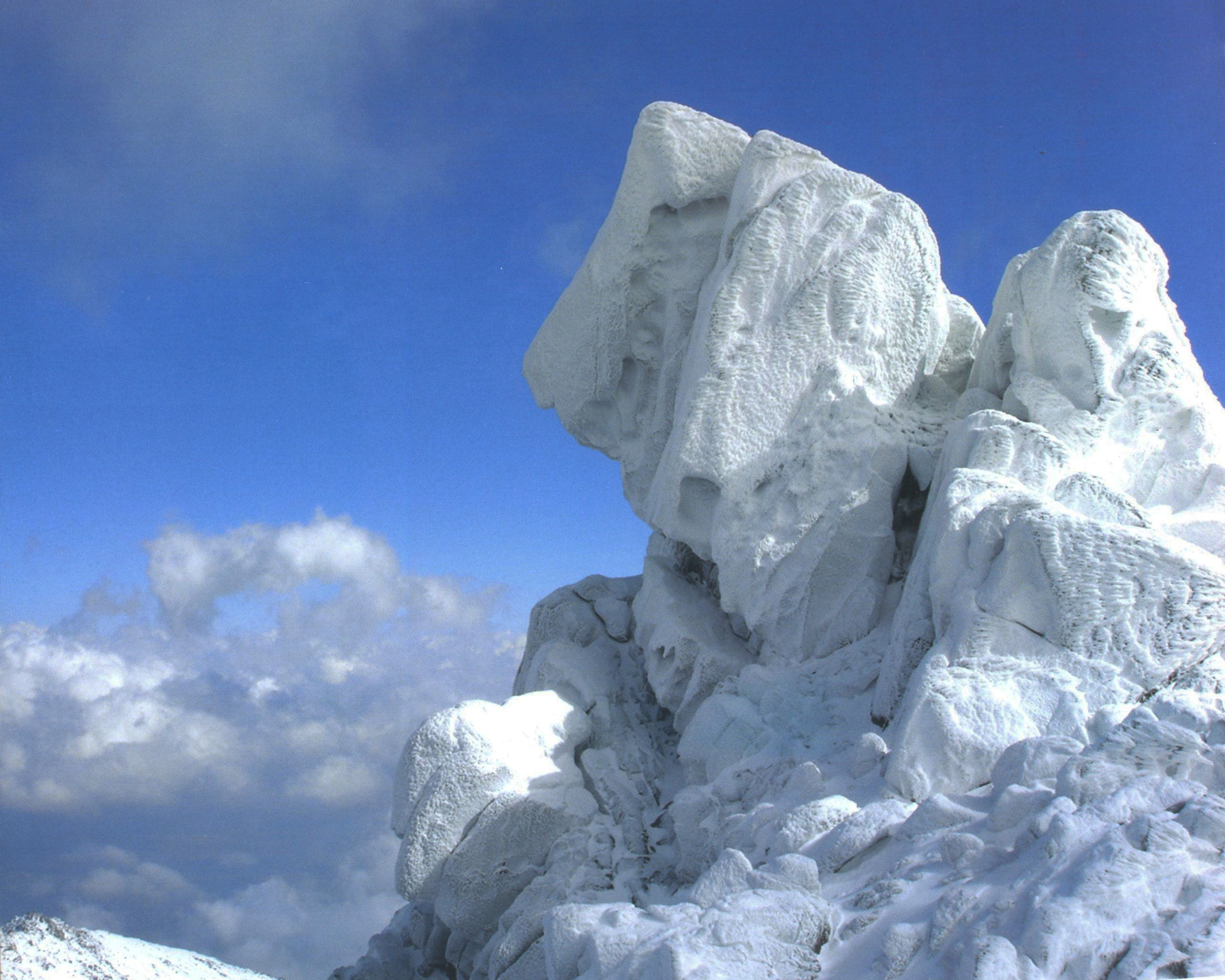
قمة ألوند في الشتاء
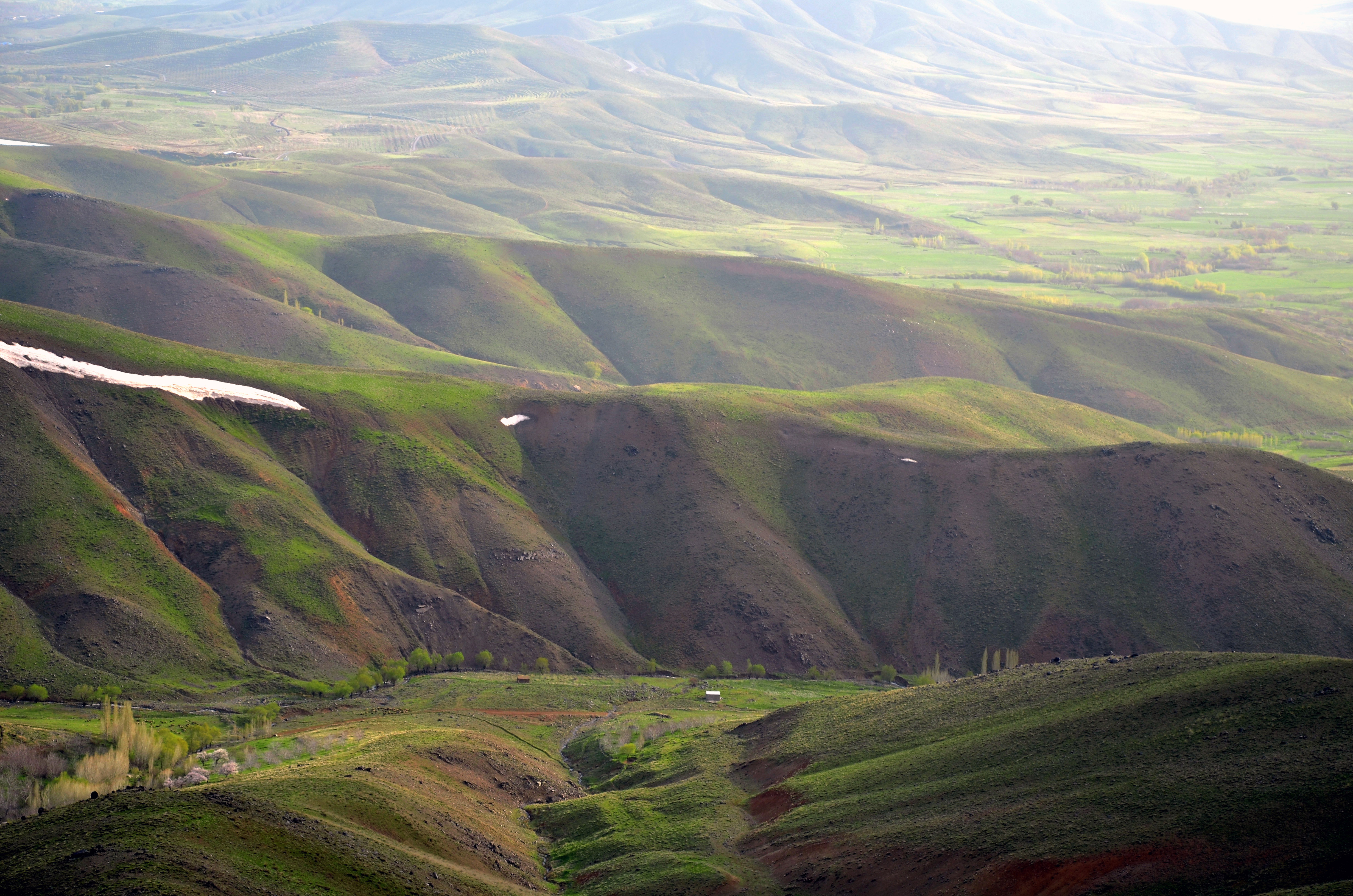
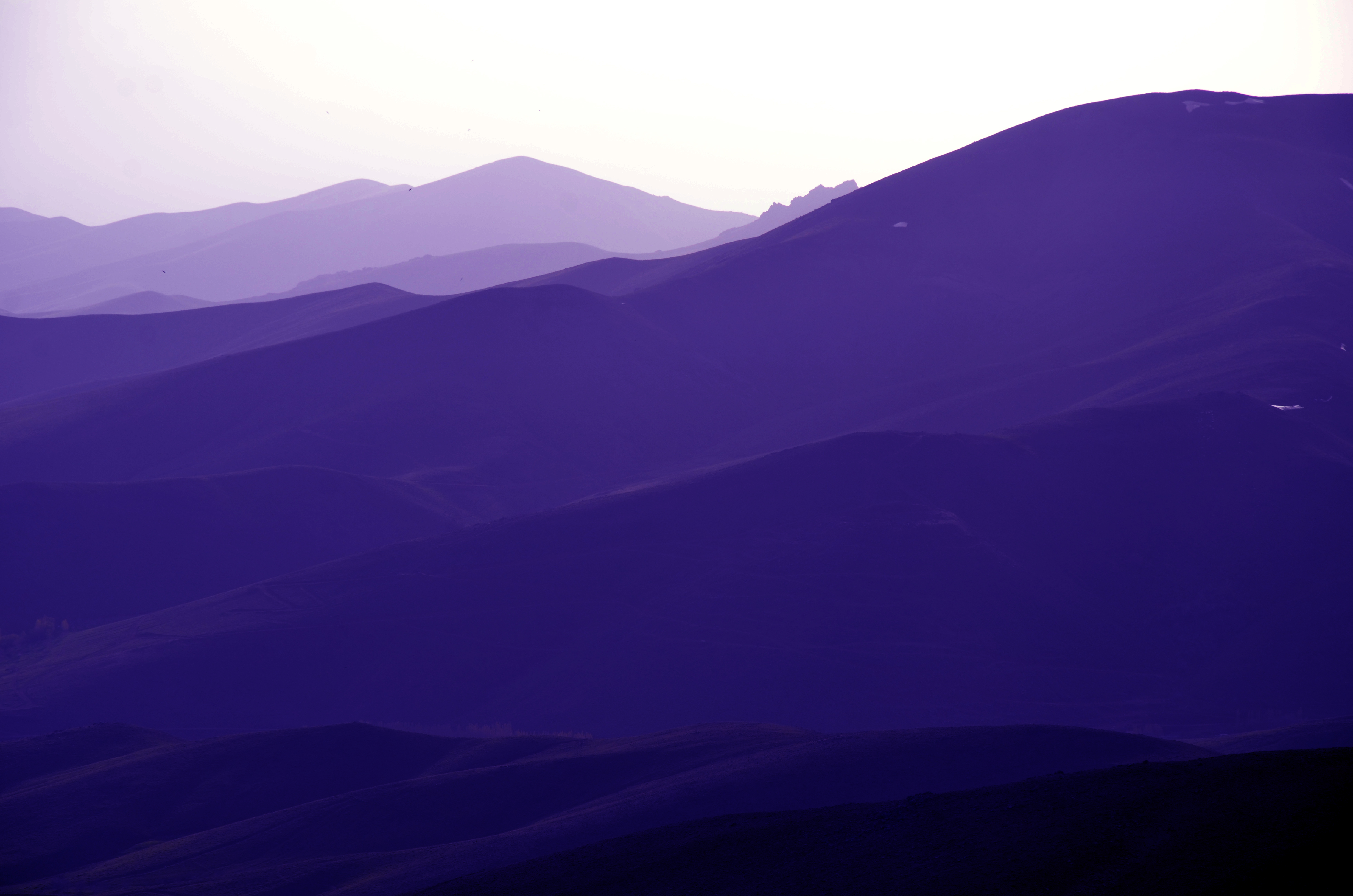
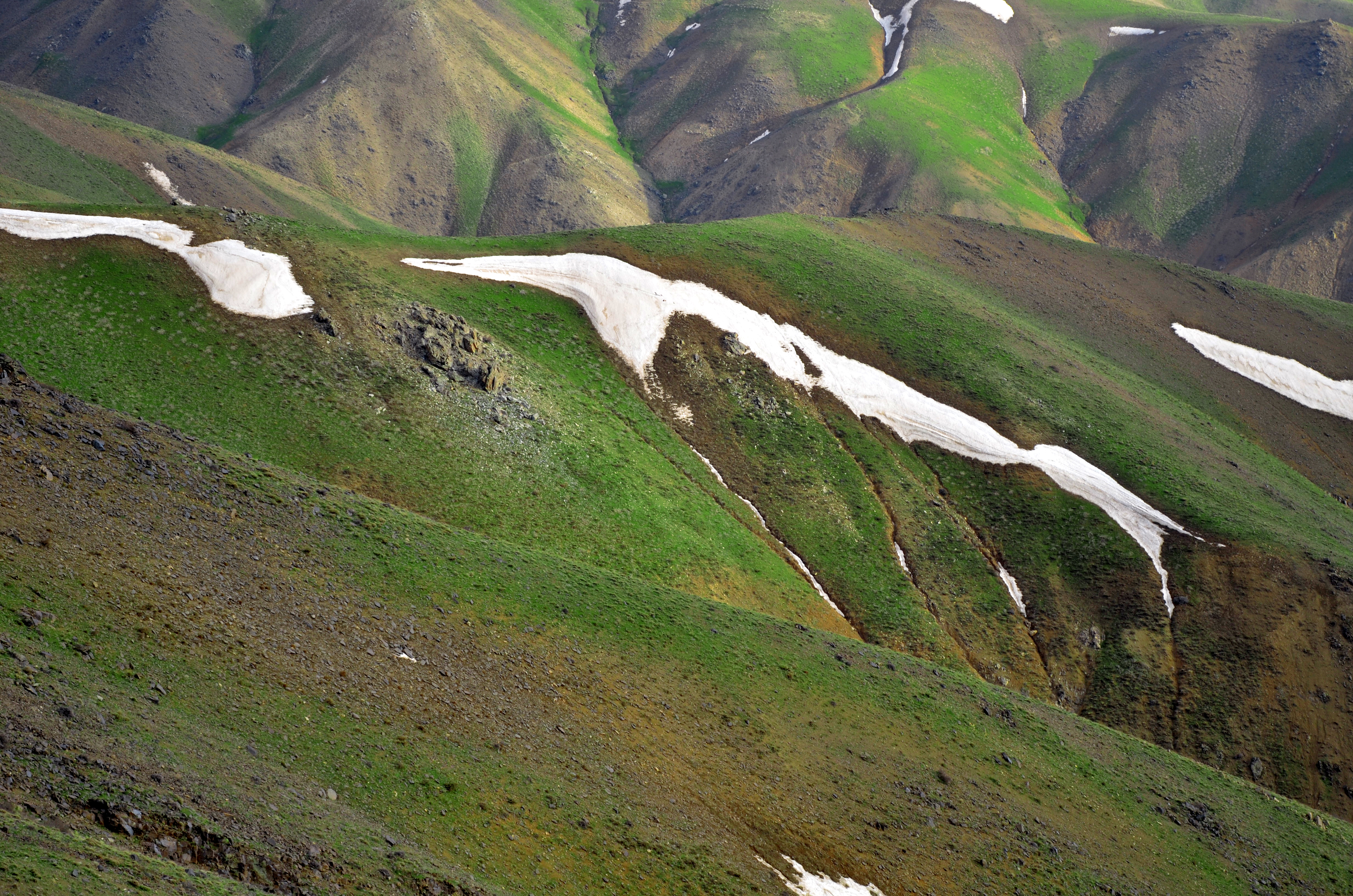
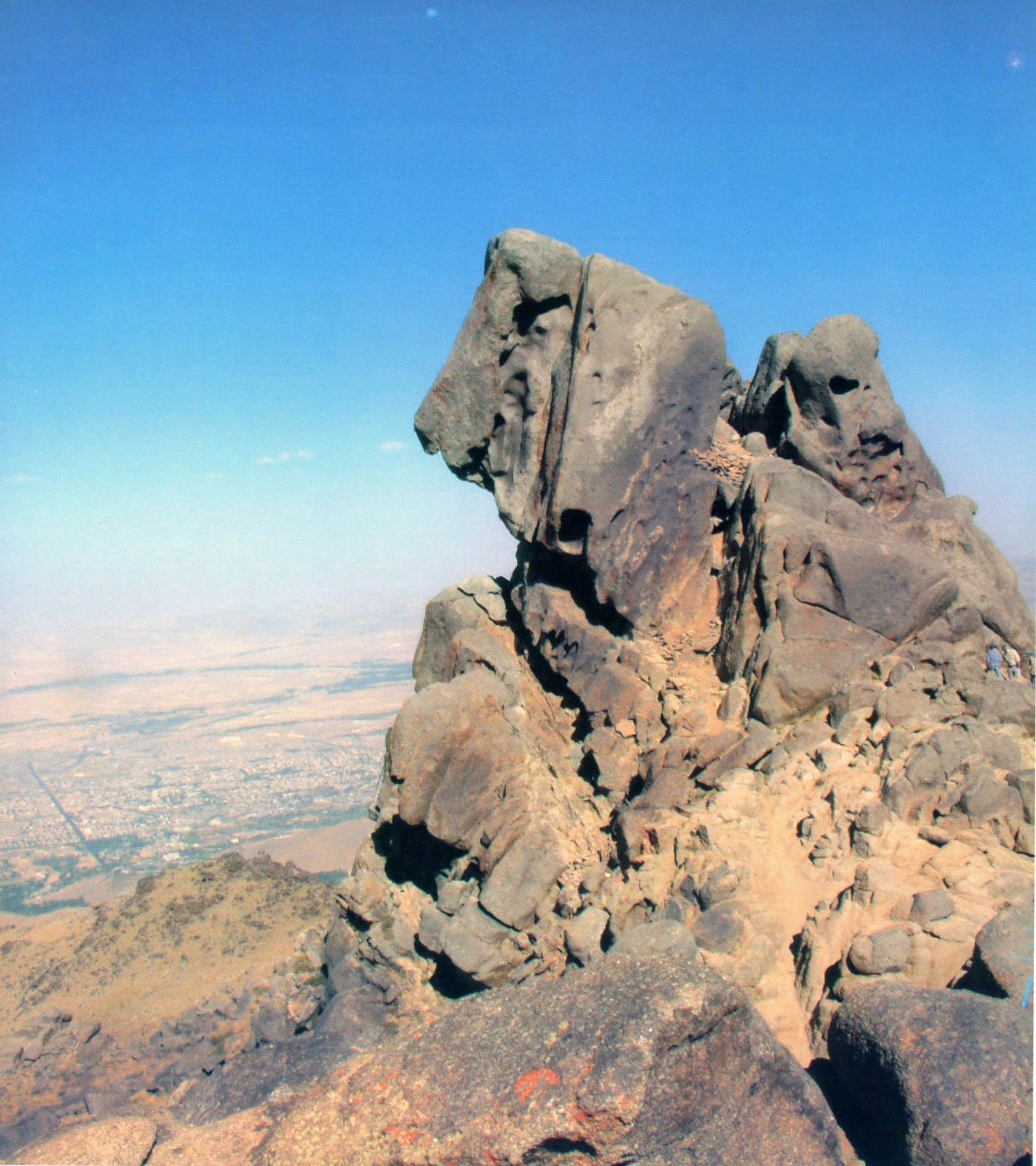
قمة ألوند في الصيف